# Samoborski Otok
Samoborski Otok – wieś w Chorwacji, w żupanii zagrzebskiej, w mieście Samobor. W 2011 roku liczyła 600 mieszkańców.